# 統聯客運台中車站
統聯客運台中車站，成立於1989年，位於台中市中區大智北路上，目前為臨時站規格，待未來臺中轉運中心竣工後預計將遷入轉運中心內。

## 歷史
- 1989年，於臺中火車站前設站，地址為台中市中區建國路145號，做為國道客運旅客上下車之站點。
- 2018年2月5日，配合站前廣場改造工程，本站遷至國光客運經營之臺中轉運站內[1]（新民街88號）。其中統聯客運使用轉運站內的11～13號月台。
- 2022年11月30日因臺中轉運中心興建工程，拆除原轉運站，並遷至大智北路現址，做為臨時站使用[2]。

## 相片集

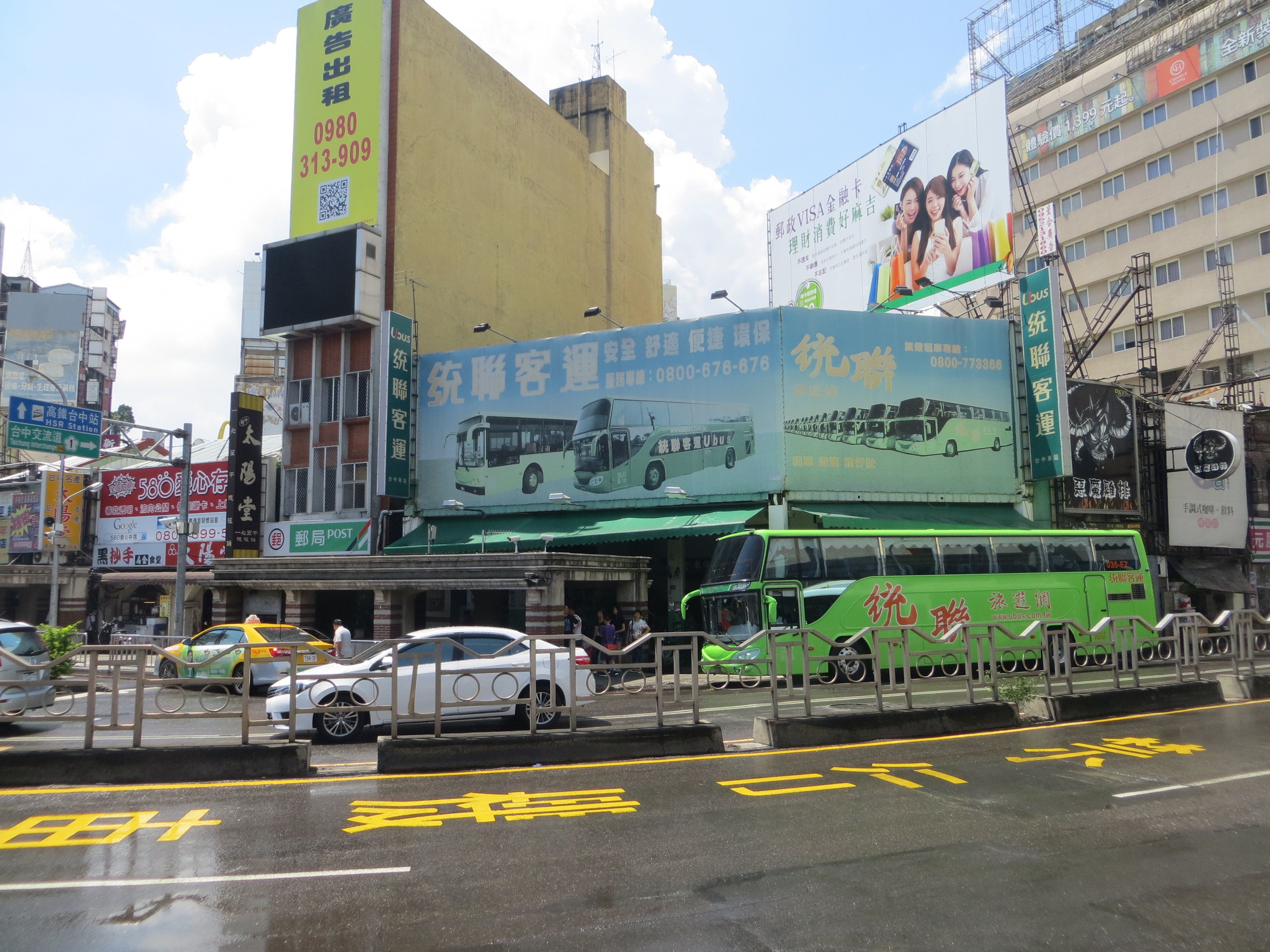
舊站外觀
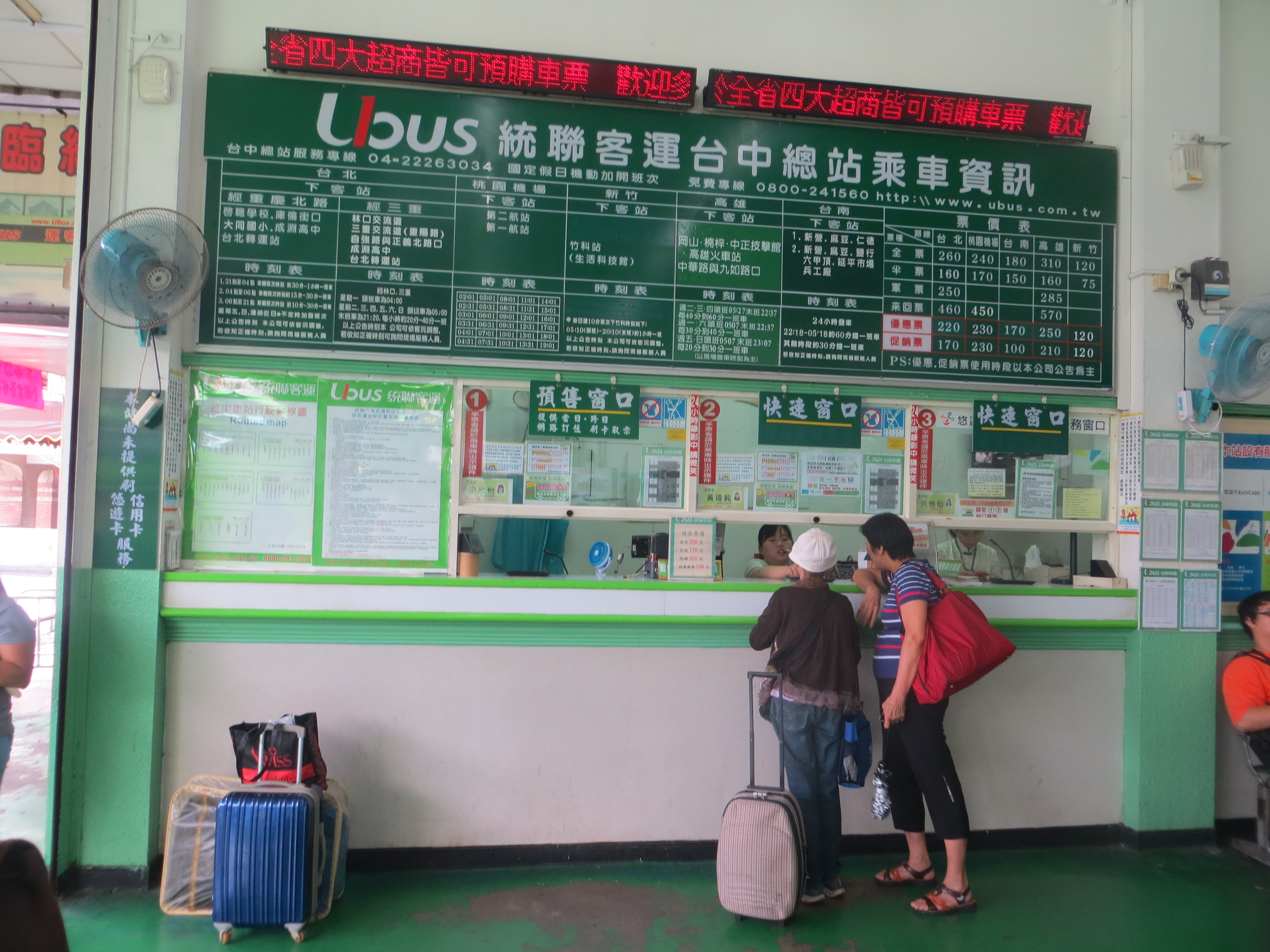
舊站售票櫃檯
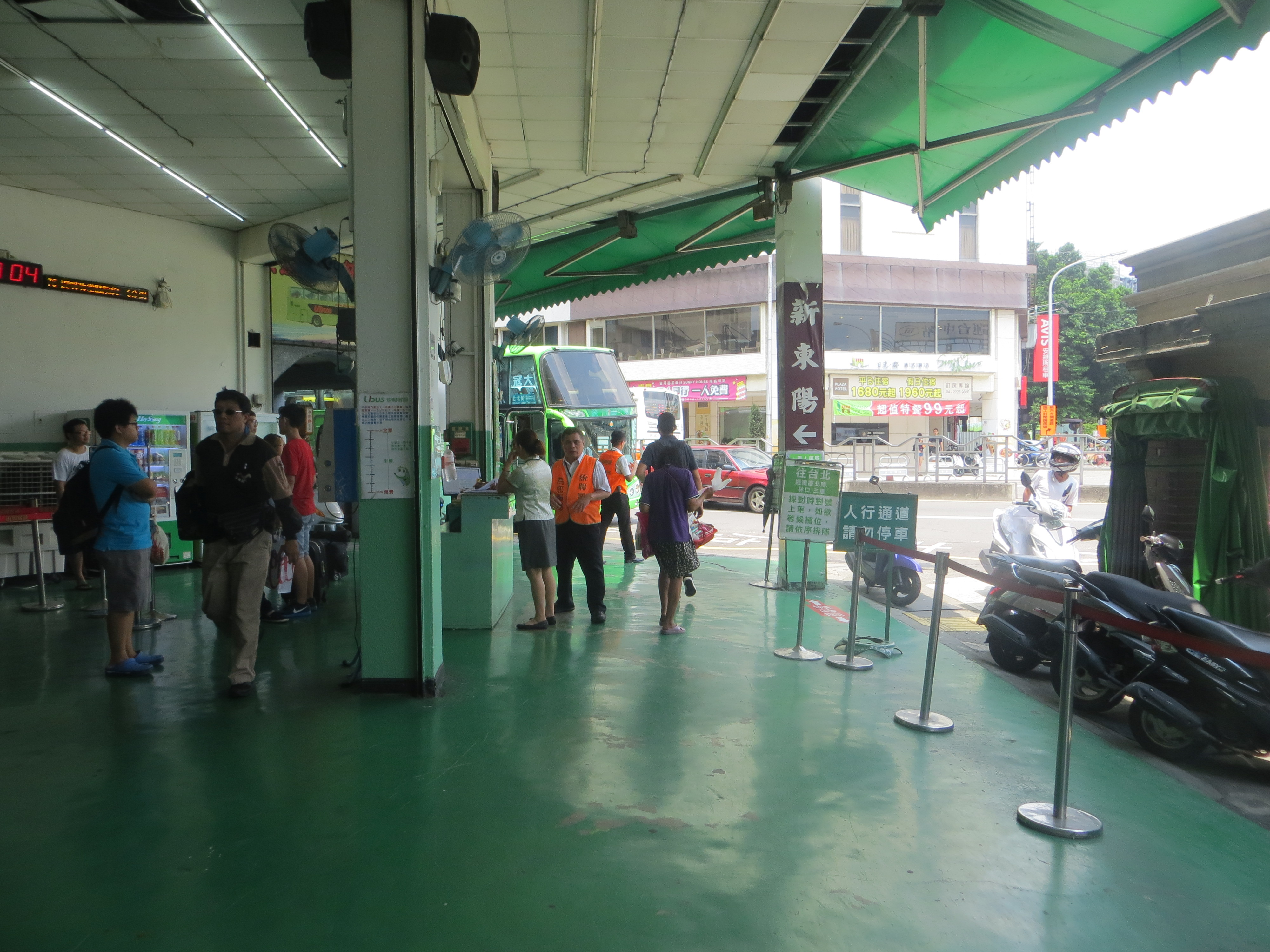
舊站候車處
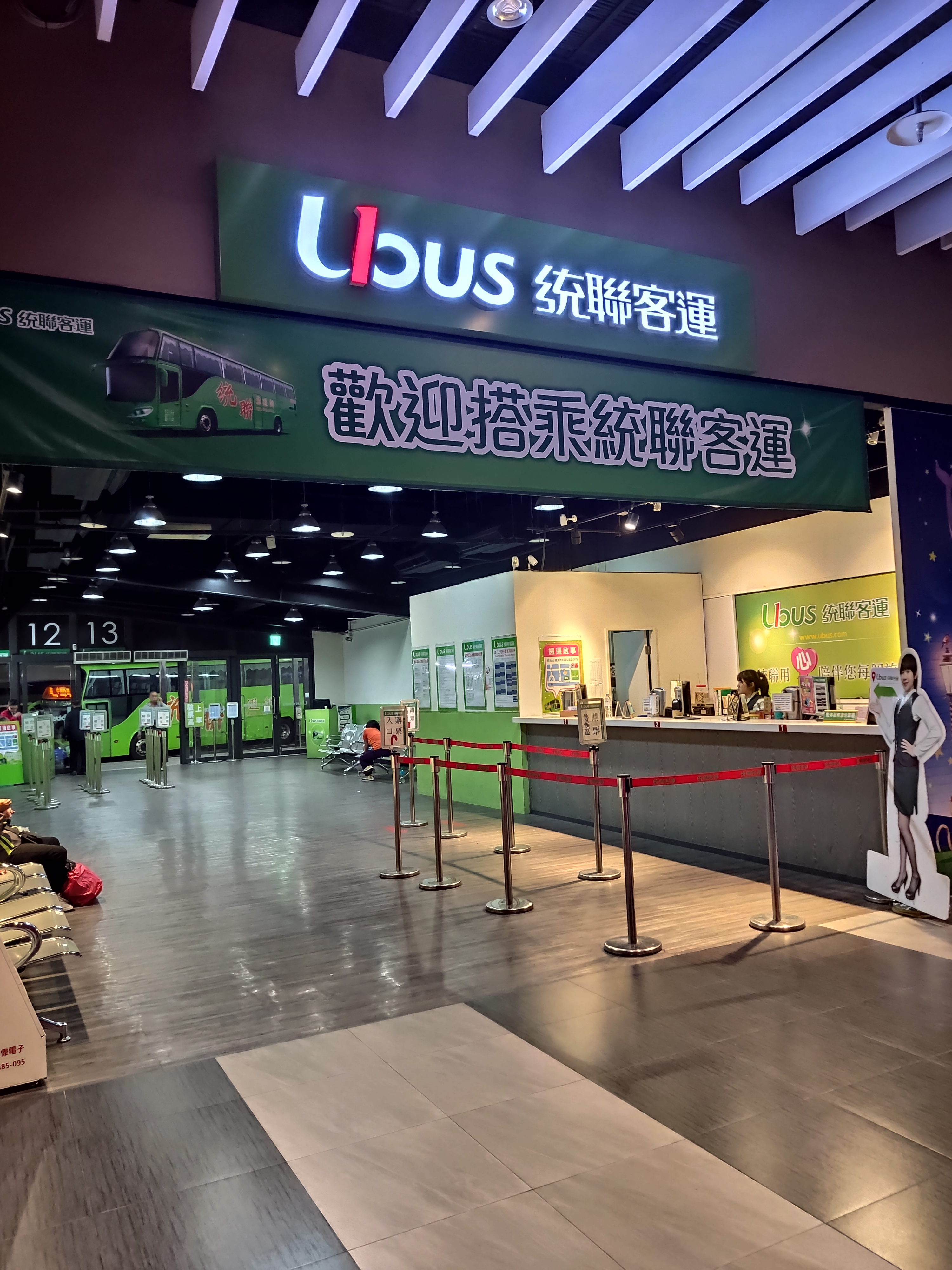
台中轉運站櫃檯

## 外部連結
- 台中車站 - 統聯客運-據點查詢（建國路時期）（繁體中文）
- 台中車站 - 統聯客運-據點查詢（台中轉運站時期）（繁體中文）
- 台中車站(大智北路) - 統聯客運-據點查詢 （页面存档备份，存于）（繁體中文）